# Visiteur (patron de conception)
Pour les articles homonymes, voir Visiteur.
En programmation orientée objet et en génie logiciel, le patron de conception comportemental visiteur est une manière de séparer un algorithme d'une structure de données.

## Définition
Le Gang of Four définit le visiteur comme:
    Représentant [ing] une opération à effectuer sur des éléments d'une structure d'objet. Visitor permet de définir une nouvelle opération sans changer les classes des éléments sur lesquels elle opère.
La nature du visiteur en fait un modèle idéal pour se connecter aux API publiques permettant ainsi à ses clients d'effectuer des opérations sur une classe en utilisant une classe "visitante" sans avoir à modifier la source.

## Principe

patron de conception visiteur

Ce modèle de conception permet à une classe externe d'être informée du type exact d'instances d'un ensemble de classes. Cela permet de mettre en place un traitement adapté aux détails publics des objets en cause. Par exemple un visiteur est idéal pour réaliser un rapport.
Déporter des opérations contenues dans une classe vers une autre peut sembler mauvais au sens de la POO car l'ajout ou la modification d'une classe n’entraîne pas l'adaptation des visiteurs existants, ce modèle est utile lorsqu'on a un ensemble de classes fermées (par exemple fourni par un tiers) et que l'on veut effectuer un nouveau traitement sur ces classes.
En pratique, le modèle de conception visiteur est réalisé de la façon suivante : chaque classe pouvant être « visitée » doit mettre à disposition une méthode publique « accepter » prenant comme argument un objet du type « visiteur ». La méthode « accepter » appellera la méthode « visite » de l'objet du type « visiteur » avec pour argument l'objet visité. De cette manière, un objet visiteur pourra connaître la référence de l'objet visité et appeler ses méthodes publiques pour obtenir les données nécessaires au traitement à effectuer (calcul, génération de rapport, etc.).
En pratique un visiteur permet d'obtenir le même effet que d'ajouter une nouvelle méthode virtuelle à un ensemble de classes qui ne le permet pas.

## Exemples
Prenons une classe ObjetPere, de laquelle hériteront Objet1, Objet2 et Objet3, elles posséderont la méthode accept(MonVisiteur& v).

### En C++
```
 
void
 
ObjetDeType1::accept
(
 
MonVisiteur
&
 
v
 
)
 
{

   
v
.
visitObjetDeType1
(
 
*
this
 
)
 
;

 
}

```

Créons la classe MonVisiteur, dont hériteront Visiteur1 et Visiteur2. Dans chacun de ces objets, on retrouvera une méthode visiterObjet1(Objet1& a), visiterObjet2(Objet2& b) et visiterObjet3(Objet3& c).
```
  
void
 
MonVisiteur::visitObjetDeType1
(
 
ObjetDeType1
&
 
objet
 
)
 
{

    
// Traitement d'un objet de type 1

  
}

  

  
void
 
MonVisiteur::visitObjetDeType2
(
 
ObjetDeType2
&
 
objet
 
)
 
{

    
// Traitement d'un objet de type 2

  
}

  

  
void
 
MonVisiteur::visitObjetDeType3
(
 
ObjetDeType3
&
 
objet
 
)
 
{

    
// Traitement d'un objet de type 3

  
}

```

### En Java
Aucune importation n'est nécessaire, il suffit de créer une interface (ou classe) visiteuse, et une pour l'objet père l'acceptant :
```
interface
 
MonVisiteur
 
{

   
void
 
visit
(
Objet1
 
objet
);

   
void
 
visit
(
Objet2
 
objet
);

   
void
 
visit
(
Objet3
 
objet
);

}

```

```
interface
 
ObjetPere
 
{

   
void
 
accept
(
MonVisiteur
 
v
);

}

```

```
public
 
class
 
Objet1
 
implements
 
ObjetPere
 
{
	

    
public
 
void
 
accept
(
MonVisiteur
 
v
)
 
{

        
v
.
visit
(
this
);

    
}

}

```

```
public
 
class
 
Objet2
 
implements
 
ObjetPere
 
{
	

    
public
 
void
 
accept
(
MonVisiteur
 
v
)
 
{

        
v
.
visit
(
this
);

    
}

}

```

```
public
 
class
 
Objet3
 
implements
 
ObjetPere
 
{
	

    
public
 
void
 
accept
(
MonVisiteur
 
v
)
 
{

        
v
.
visit
(
this
);

    
}

}

```

### En C#
Cet exemple montre comment imprimer un arbre représentant une expression numérique impliquant des littéraux et leur ajout. Le même exemple est présenté à l'aide d'implémentations classiques et dynamique.

#### Visiteur Classique
Un visiteur classique où les opérations d'impression pour chaque type sont implémentées dans une classe ExpressionPrinter comme un certain nombre de surcharges de la méthode Visit.
```
using
 
System
;

using
 
System.Text
;

namespace
 
Wikipedia

{

    
interface
 
IExpressionVisitor

    
{

        
void
 
Visit
(
Literal
 
literal
);

        
void
 
Visit
(
Addition
 
addition
);

    
}

    
interface
 
IExpression

    
{

        
void
 
Accept
(
IExpressionVisitor
 
visitor
);

    
}

    
class
 
Literal
 
:
 
IExpression

    
{

        
internal
 
double
 
Value
 
{
 
get
;
 
set
;
 
}

        
public
 
Literal
(
double
 
value
)

        
{

            
this
.
Value
 
=
 
value
;

        
}

        
public
 
void
 
Accept
(
IExpressionVisitor
 
visitor
)

        
{

            
visitor
.
Visit
(
this
);

        
}

    
}

    
class
 
Addition
 
:
 
IExpression

    
{

        
internal
 
IExpression
 
Left
 
{
 
get
;
 
set
;
 
}

        
internal
 
IExpression
 
Right
 
{
 
get
;
 
set
;
 
}

        
public
 
Addition
(
IExpression
 
left
,
 
IExpression
 
right
)

        
{

            
this
.
Left
 
=
 
left
;

            
this
.
Right
 
=
 
right
;

        
}

        
public
 
void
 
Accept
(
IExpressionVisitor
 
visitor
)

        
{

            
visitor
.
Visit
(
this
);

        
}

    
}

    
class
 
ExpressionPrinter
 
:
 
IExpressionVisitor

    
{

        
StringBuilder
 
sb
;

        
public
 
ExpressionPrinter
(
StringBuilder
 
sb
)

        
{

            
this
.
sb
 
=
 
sb
;

        
}

        
public
 
void
 
Visit
(
Literal
 
literal
)

        
{

            
sb
.
Append
(
literal
.
Value
);

        
}

        
public
 
void
 
Visit
(
Addition
 
addition
)

        
{

            
sb
.
Append
(
"("
);

            
addition
.
Left
.
Accept
(
this
);

            
sb
.
Append
(
"+"
);

            
addition
.
Right
.
Accept
(
this
);

            
sb
.
Append
(
")"
);

        
}

    
}

    
public
 
class
 
Program

    
{

        
public
 
static
 
void
 
Main
(
string
[]
 
args
)

        
{

            
// emulate 1+2+3

            
var
 
e
 
=
 
new
 
Addition
(

                
new
 
Addition
(

                    
new
 
Literal
(
1
),

                    
new
 
Literal
(
2
)

                
),

                
new
 
Literal
(
3
)

            
);

            
var
 
sb
 
=
 
new
 
StringBuilder
();

            
var
 
expressionPrinter
 
=
 
new
 
ExpressionPrinter
(
sb
);

            
e
.
Accept
(
expressionPrinter
);

            
Console
.
WriteLine
(
sb
);

        
}

    
}

}

```

#### Visiteur Dynamique
Cet exemple déclare une classe ExpressionPrinter distincte qui prend en charge l'impression. Les classes d'expression doivent exposer leurs membres pour rendre cela possible.
```
using
 
System
;

using
 
System.Text
;

namespace
 
Wikipedia

{

    
abstract
 
class
 
Expression

    
{

    
}

    
class
 
Literal
 
:
 
Expression

    
{

        
public
 
double
 
Value
 
{
 
get
;
 
set
;
 
}

        
public
 
Literal
(
double
 
value
)

        
{

            
this
.
Value
 
=
 
value
;

        
}

    
}

    
class
 
Addition
 
:
 
Expression

    
{

        
public
 
Expression
 
Left
 
{
 
get
;
 
set
;
 
}

        
public
 
Expression
 
Right
 
{
 
get
;
 
set
;
 
}

        
public
 
Addition
(
Expression
 
left
,
 
Expression
 
right
)

        
{

            
Left
 
=
 
left
;

            
Right
 
=
 
right
;

        
}

    
}

    
class
 
ExpressionPrinter

    
{

        
public
 
static
 
void
 
Print
(
Literal
 
literal
,
 
StringBuilder
 
sb
)

        
{

            
sb
.
Append
(
literal
.
Value
);

        
}

        
public
 
static
 
void
 
Print
(
Addition
 
addition
,
 
StringBuilder
 
sb
)

        
{

            
sb
.
Append
(
"("
);

            
Print
((
dynamic
)
 
addition
.
Left
,
 
sb
);

            
sb
.
Append
(
"+"
);

            
Print
((
dynamic
)
 
addition
.
Right
,
 
sb
);

            
sb
.
Append
(
")"
);

        
}

    
}

    
class
 
Program

    
{

        
static
 
void
 
Main
(
string
[]
 
args
)

        
{

            
// Emulate 1 + 2 + 3

            
var
 
e
 
=
 
new
 
Addition
(

                
new
 
Addition
(

                    
new
 
Literal
(
1
),

                    
new
 
Literal
(
2
)

                
),

                
new
 
Literal
(
3
)

            
);

            
var
 
sb
 
=
 
new
 
StringBuilder
();

            
ExpressionPrinter
.
Print
((
dynamic
)
 
e
,
 
sb
);

            
Console
.
WriteLine
(
sb
);

        
}

    
}

}

```